# Docalis funerosus
Docalis funerosus es una especie de coleóptero de la familia Zopheridae.

## Distribución geográfica
Habita en Nueva Gales del Sur y Tasmania  (Australia).